# San Severo (Argentina)
San Severo es una localidad argentina ubicada en el Departamento Unión de la Provincia de Córdoba.
Se encuentra 4 km al este de la Laguna La Brava, y 15 km al oeste de Canals. Se desarrolló sobre una estación de ferrocarril: San Severo.
El mayor auge de la localidad se vivió entre 1930 y 1950, cuando llegó a tener 800 habitantes y una institución deportiva conocida como Club San Severo. Luego comenzó un lento éxodo hasta llegar al casi despoblamiento actual. Hoy cuenta con energía eléctrica, posee una escuela primaria llamada Doctor Nicolás Avellaneda, templo católico. y destacamento policial.

## Población
Cuenta con 20 habitantes (Indec, 2010), lo que representa un descenso del 59% frente a los 49 habitantes (Indec, 2001) del censo anterior.
| Gráfica de evolución demográfica de San Severo entre 1991 y 2010 |
|                                                                  |
| Fuente: Censos nacionales del INDEC                              |